# Globophiline huanghenensis
Globophiline huanghenensis is een slakkensoort uit de familie van de Philinidae. De wetenschappelijke naam van de soort is voor het eerst geldig gepubliceerd in 1995 door Lin & You.